# 马氏珍珠贝
马氏珍珠贝（学名：Pteria martensii）为珍珠贝科珍珠贝属的动物。分布于日本以及中国大陆的广东、海南等地，生活环境为海水，多生活于波浪较平静的内湾、砂泥岩礁或石砾多的海底以及低潮线至水深10米处。其生存的海拔下限为-10米。该物种的模式产地在日本。

## 外部連結
- 珍珠母 Zhenzhumu （页面存档备份，存于） 中藥材圖像數據庫 (香港浸會大學中醫藥學院)